# ベルジアム・プット・ザ・キボッシュ・オン・ザ・カイザー
「ベルジアム・プット・ザ・キボッシュ・オン・ザ・カイザー (Belgium Put the Kibosh on the Kaiser)」は、第一次世界大戦中に人気を博したイギリスの愛国的内容の歌曲。1914年10月6日に、マーク・シェリダン (Mark Sheridan) が最初に吹き込みを行なった。この歌は、1914年のベルギーにおける戦いにおいて、少数のイギリス海外派遣軍 (BEF)と、予想を覆す勇猛ぶりを発揮したベルギー陸軍の守備隊が、はるかに大軍であったドイツ帝国陸軍の侵攻を遅らせ、西部戦線において数週間のうちにフランスに対して全面的な勝利を収めることを前提としていた侵攻計画「シュリーフェン・プラン」を挫折させたことを歌っている。ドイツは、中立国であったベルギーに侵攻したことでベルギーの独立の維持を求めるイギリス帝国の参戦を招くことになった。この歌は、1963年のミュージカル『Oh, What a Lovely War!』に取り上げられ、これを基に映画化されたミュージカル映画『Oh! What a Lovely War』 にも取り上げられた。

## 歌詞
| （歌詞） A silly German sausage Dreamt Napoleon he'd be, Then he went and broke his promise, It was made in Germany. He shook hands with Britannia And eternal peace he swore, Naughty boy, he talked of peace While he prepared for war. He stirred up little Serbia To serve his dirty tricks But naughty nights at Liege Quite upset this Dirty Dick. His luggage labelled 'England' And his programme nicely set, He shouted 'First stop Paris', But he hasn't got there yet. For Belgium put the kibosh on the Kaiser; Europe took the stick and made him sore; On his throne it hurts to sit, And when John Bull starts to hit, He will never sit upon it any more. His warships sailed upon the sea, They looked a pretty sight But when they heard the bulldog bark They disappeared from sight. The Kaiser said 'Be careful, If by Jellicoe they're seen, Then every man-of-war I've got Will be a submarine'. We chased his ship to Turkey, And the Kaiser startled stood, Schratch'd his head and said 'Don't hurt, You see I'm touching wood'; Then Turkey brought her warships Just to aid the German plot, Be careful, Mr Turkey, Or you'll do the Turkey Trot. Belgium put the kibosh on the Kaiser; Europe took the stick and made him sore; And if Turkey makes a stand She'll get gurkha'd and japanned, And it won't be Hoch the Kaiser any more. He'll have to go to school again And learn his geography, He quite forgot Britannia And the hands across the sea, Australia and Canada, the Russian and the Jap, And England looked so small He couldn't see her on the map. Whilst Ireland seemed unsettled, 'Ah' said he 'I'll settle John', But he didn't know the Irish Like he knew them later on. Though the Kaiser stirred the lion, Please excuse him for the crime, His lunatic attendant Wasn't with him at the time. For Belgium put the kibosh on the Kaiser; Europe took the stick and made him sore; We shall shout with victory's joy, Hold your hand out, naughty boy, You must never play at soldiers any more. For Belgium put the kibosh on the Kaiser; Europe took the stick and made him sore; On his throne it hurts to sit, And when John Bull starts to hit, He will never sit upon it any more. | （大意訳） 愚かなドイツのソーセージは ナポレオンになりたいと夢を見た そこで約束を破ることにした ドイツで作った約束だ 彼はブリタニアと握手して 恒久平和を誓った 憎たらしい小僧だ、平和を語ったなんて 戦争を準備しながら 彼は小国セルビアを掻き回し 汚い仕事をさせた だがリエージュの忌々しい夜は その汚いやり口を動転させた 彼の手荷物には「イングランド行き」と書かれ 計画はしっかり立てていた 彼は「最初の停車駅はパリだ」と叫んでいたが まだそこまでたどり着いていない なぜなら、ベルギーがカイザーを邪魔してやったからだ ヨーロッパは棒を振り上げて、彼に痛い思いをさせた 王座に座ろうとしても、さぞかし痛いことだろう そしてジョン・ブルが叩き始めると もう王座に座ることはできなくなるだろう 彼の戦艦は海を行く その姿はすばらしい でもブルドッグが吠えるのを聞いたら 艦は視界から消えて行く カイザー曰く「気をつけろ もしも敵に姿を見せたら もっている軍艦は、全部が 潜水艦になってしまうぞ」 我々は彼の艦をトルコまで追いかけた カイザーは驚いて立ち尽くし 頭をかきむしって言った「構わないでくれ 壁板に頭を付けて（悪運を嘆いて）いるだけだ」 すると、トルコが戦艦をよこした ドイツに味方するという 気をつけなさい、トルコさん ターキー・トロットを踊ることになるよ ベルギーがカイザーを邪魔してやった ヨーロッパは棒を振り上げて、彼に痛い思いをさせた もしトルコが加わるなら グルカや日本がお相手するよ そしてもう皇帝陛下ではいられなくなる 彼はもう一度学校に行き直さなきゃ 地理を勉強するのさ 彼は忘れてたのさ、ブリタニアのことも 海を越えて差し伸べられる支援の手も オーストラリアやカナダ ロシアや日本も イングランドはとても小さく見えた 地図の中で見つからないくらいにね アイルランドが落ち着かないように見えて 「あぁ」と彼は、「私がジョンを鎮めよう」と言った, でも彼はアイルランド人のことを知らなかった 後で教えてやろうじゃないか カイザーはライオンにちょっかいを出したが その罪は許してやってくれ 彼の頭のおかしい取り巻きも その頃はまだいなかったからね なぜなら、ベルギーがカイザーを邪魔してやったからだ ヨーロッパは棒を振り上げて、彼に痛い思いをさせた 我々は勝利の喜びを叫ぶことになるだろう せいぜいしっかり掴まっておけ、憎たらしい小僧 もう兵隊さんごっこはできなくなるだろう なぜなら、ベルギーがカイザーを邪魔してやったからだ ヨーロッパは棒を振り上げて、彼に痛い思いをさせた 王座に座ろうとしても、さぞかし痛いことだろう そしてジョン・ブルが叩き始めると もう王座に座ることはできなくなるだろう |